# Jamal El-Haj
Jamal El-Haj (arabiska: جَمَال الْحَاجّ), född 25 juni 1960 i Tripoli i Libanon, är en svensk politiker (partilös sedan 2024, dessförinnan socialdemokrat). Han är ordinarie riksdagsledamot sedan 2018, som vilde sedan 2024, och var dessförinnan tjänstgörande ersättare i riksdagen 2016–2018, invald för Malmö kommuns valkrets.

## Biografi
El-Haj har palestinska rötter med ursprung från Libanon. Han har utmärkt sig för sitt engagemang för Palestina.
El-Haj kandiderade i riksdagsvalet 2014 och blev ersättare. Han var tjänstgörande ersättare i riksdagen för Leif Jakobsson under perioden 15 juni 2016–24 september 2018. Sedan valet 2018 är El-Haj ordinarie riksdagsledamot. I riksdagen är El-Haj suppleant i trafikutskottet, utrikesutskottet och OSSE-delegationen. Han var ledamot i utrikesutskottet 2020–2022 samt har varit suppleant i bland annat arbetsmarknadsutskottet och skatteutskottet.

### Palestinsk konferens med Hamas-kopplingar
El-Haj fick hård kritik för att ha deltagit och medverkat vid den europeiska palestinska konferensen i Malmö i slutet av maj 2023, där också konferensens 20-årsjubileum uppmärksammades. Konferensens ordförande, Amin Abu Rashid, är sedan tidigare välkänd för sin aktivism och finansiering av Hamas och fartygsflottiljer med Gazaremsan som destination. Kort efter konferensen häktades Abu Rashid i Nederländerna för finansiering av terrorism.
Redan innan konferensen ägde rum uppmärksammades den för kopplingen till den palestinska terroristorganisationen Hamas och bland annat PLO har tagit avstånd från konferensen. Dessa kopplingar gjorde att samtliga riksdagsledamöter från S, MP och V som varit tilltänkta talare valde att utebli, dock ej El-Haj som utöver deltagandet också höll ett anförande.
Eftersom El-Haj presenterat sig som socialdemokrat under talet trots att partiet avrått honom från att deltaga, gjorde partiet en markering och ombad honom att ta en "time-out" från några av sina riksdagsuppdrag. Han har i efterhand försvarat sitt deltagande med att det är en årlig palestinsk konferens av folklig karaktär med många olika åsikter närvarande, och att han var där för att argumentera mot Hamas.

### Utträde ur Socialdemokraterna
9 februari 2024 uppmärksammade Expressens ledarsida att El-Haj hade använt sin position som riksdagsledamot till att försöka påverka ett asylärende 2017 genom att kontakta Migrationsverket. Han ska då ha talat gott om en asylsökande som var en kontroversiell egyptisk imam. Samma dag uppmanades han att lämna Socialdemokraterna. Partiet nämnde hans deltagande på den europeiska palestinska konferensen i Malmö under våren 2023 som ett av skälen. 12 februari 2024 meddelade El-Haj att han lämnade Socialdemokraterna, men satt kvar i riksdagen som politisk vilde.

### Enighetspartiet
I juli 2025 uppmärksammade Sydsvenskan att El-Haj samtalat med med olika föreningar, organisationer och imamer med planer om att bilda ett nytt politiskt parti. Den 12 juni anmälde han ett nytt parti till Valmyndigheten med namnet Enighetspartiet. Medgrundare är läkaren och aktivisten Ana Sarmiento Sanchez.